# Lách
Lách hay lá lách, theo đông y gọi là tỳ (tiếng Anh: "spleen", từ tiếng Hy Lạp σπλήν—splḗn) là một cơ quan có ở hầu như tất cả các động vật có xương sống. Có cấu trúc gần giống như một hạch bạch huyết lớn, nó hoạt động chủ yếu như là một bộ lọc máu.
Lá lách đóng vai trò quan trọng đối với các tế bào máu đỏ (còn gọi là hồng cầu) và hệ thống miễn dịch. Nó lọc bỏ các tế bào hồng cầu già và chứa máu dự trữ được dùng trong trường hợp khẩn cấp như sốc xuất huyết. Ngoài ra, nó còn tái chế sắt từ các tế bào hồng cầu đã lọc bỏ. Là một phần của hệ thống thực bào đơn nhân, nó tiêu hóa các hemoglobin (huyết cầu tố) lọc bỏ từ các tế bào hồng cầu già. Phân tử "globin" (các tiểu đơn vị protein) được phân hủy thành các amino acid, và nhóm heme được chuyển hóa thành sắc tố mật (bilirubin) để giúp gan tiết mật phục vụ tiêu hóa.
Lá lách tổng hợp kháng thể ở tủy trắng và lọc bỏ vi khuẩn và tế bào hồng cầu đã bị bao bọc bởi kháng thể qua quá trình lọc máu và tuần hoàn bạch huyết. Một nghiên cứu khoa học xuất bản năm 2009 trên chuột đã phát hiện ra rằng lá lách chứa một nửa tổng số bạch cầu đơn nhân của toàn cơ thể trong tủy đỏ. Những bạch cầu đơn nhân này, sau khi di chuyển đến các mô bị tổn thương (ví dụ như tim), sẽ chuyển biến thành tế bào đuôi gai và đại thực bào trong khi làm lành các mô này. Lá lách là trung tâm hoạt động của hệ thống thực bào bạch cầu đơn nhân và có thể coi như là một hạch bạch huyết lớn, vì khi không hoạt động, khả năng kháng thể với một số bệnh nhiễm trùng bị suy giảm đáng kể.

Ở người, lá lách có màu nâu và nằm trong ổ bụng ở góc phần tư phía trên bên trái. 

## Cấu trúc
Lá lách, trong cơ thể người trưởng thành khỏe mạnh, có chiều dài từ khoảng 7 cm (2,8 inches) đến 14 cm (5,5 inches). Nó thường nặng từ 150 gram (5,3 oz) đến 200 gram (7,1 oz). Một cách đơn giản để ghi nhớ giải phẫu học của lá lách là quy tắc 1x3x5x7x9x11. Lá lách có kích thước 1 inches x 3 inches x 5 inches, nặng khoảng 7 oz, và nằm trong khoảng xương sườn thứ 9 và thứ 11 ở bên trái.

### Bề mặt
Bề mặt nội tạng của lá lách
Các bề mặt hoành của lá lách (hoặc bề mặt cơ hoành) lồi, mịn, và hướng lên trên, hướng ngược, và hướng sang trái, trừ đoạn cuối phía trên, nơi nó hướng một chút vào giữa. Đó là trong mối quan hệ với các bề mặt dưới của cơ hoành, tách nó từ thứ chín, thứ mười, và xương sườn thứ mười một của phía bên trái, và can thiệp biên dưới của phổi trái và pleura.
1. Tham gia sản xuất tế bào lympho. Ở giai đoạn bào thai lách còn sản xuất hồng cầu, tiểu cầu, bạch cầu hạt.
2. Phá huỷ các tế bào máu già cỗi, giữ lại sắt, protein và các chất cần thiết để tạo tế bào mới.
3. Dự trữ máu cho cơ thể. Khi lách co vào hoặc dãn ra tham gia điều hoà khối lượng máu cũng như khối lượng tế bào máu trong tuần hoàn.
4. Lách còn tham gia chống nhiễm trùng cho cơ thể bằng cách thanh lọc các vi khuẩn và vật lạ ở máu.